# Jordi Matas i Queralt
Jordi Matas Queralt (Barcelona, 1947) és un dissenyador gràfic català.
Realitza els seus estudis a l'Escola Massana de Barcelona i obté el títol de l'Escola Oficial d'Arts i Oficis Aplicats Sant Jordi de Barcelona. Entre el 1969 i el 1971 treballa al despatx Urban Graphik a la República Federal d'Alemanya.
El 1972 s'instal·la a Barcelona i estableix la seva pròpia empresa de disseny gràfic i comunicació. Compatibilitza la seva activitat professional amb la docència com a professor de projectes a les escoles de disseny ELISAVA i Massana de Barcelona i com a conferenciant en seminaris realitzats tant a Espanya com a l'estranger.
També és professor dels següents cursos de postgrau: Disseny Urbà del "Centro portugues Design·, Universitat de Barcelona i Facultat de Belles Arts de la Universitat de Lisboa; Planificació i Gestió de la Mobilitat de la Universitat Politècnica de Catalunya i del de Corporate Identity de la New Yorkers MBA Bussines School de Nova York.
Ha estat assessor en temes d'imatge corporativa i senyalització en diversos organismes com el Departament d'Indústria i Energia de la Generalitat de Catalunya: els Ferrocarrils Bascos ET/FV o Aeropuertos Espaholes y Navegación Aérea (Aena). Ha estat vicepresident de l'ADP i és membre del BEDA.

## Premis i reconeixements
Ha obtingut diversos premis i mencions pels seus treballs professionals com el primer premi Farb-Design International EV, dos Delta de Plata i cinc seleccions pels premis ADI/FAD entre d'altres.